# هايبرليدجر
هايبرليدجر (بالإنجليزية: Hyperledger)‏ هو مشروع يضم عدد من مشاريع سلسلة الوحدات المُجمَّعة مفتوحة المصدر والأدوات المتعلقة بها، انطلق المشروع في ديسمبر 2015 بواسطة مؤسسة لينكس، وبدعم من شركات كبرى مثل آي بي إم وانتل وساب لتعزيز التطوير التعاوني لنظام دفتر الأستاذ الموزع.